# 口大屋の大アベマキ

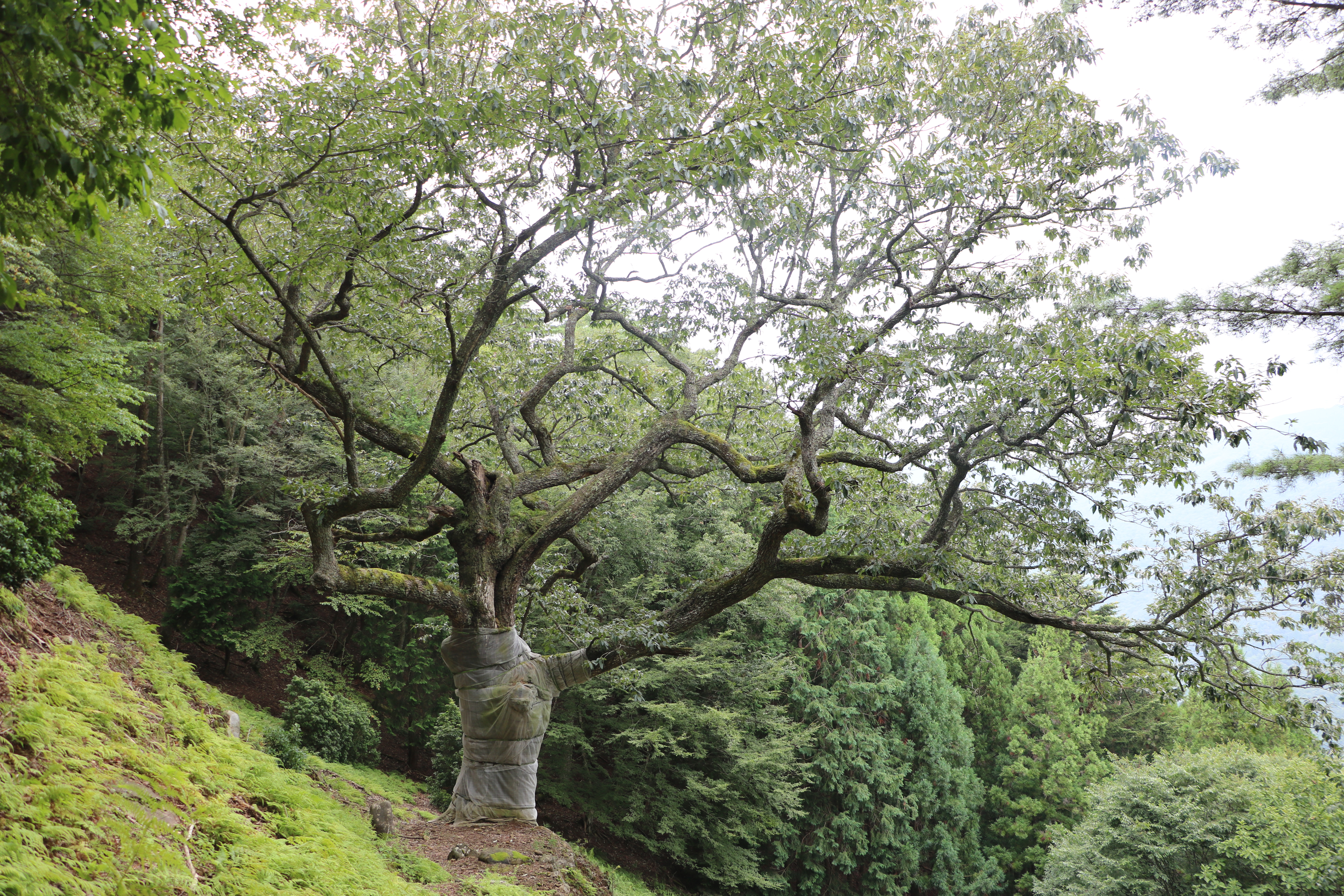
口大屋の大アベマキ。2018年9月7日撮影。

口大屋の大アベマキ（くちおおやのおおアベマキ）は、兵庫県養父市大屋町にある国の天然記念物に指定されたアベマキの巨木である。
アベマキはブナ科コナラ属の落葉樹で、西日本の雑木林に普遍的に見られる樹種であるが、口大屋の大アベマキは稀に見る巨樹であり、1951年（昭和26年）6月9日に国の天然記念物に指定された。日本国内に生育するアベマキの中で国の天然記念物に指定されているのは本樹のみである。

## 解説

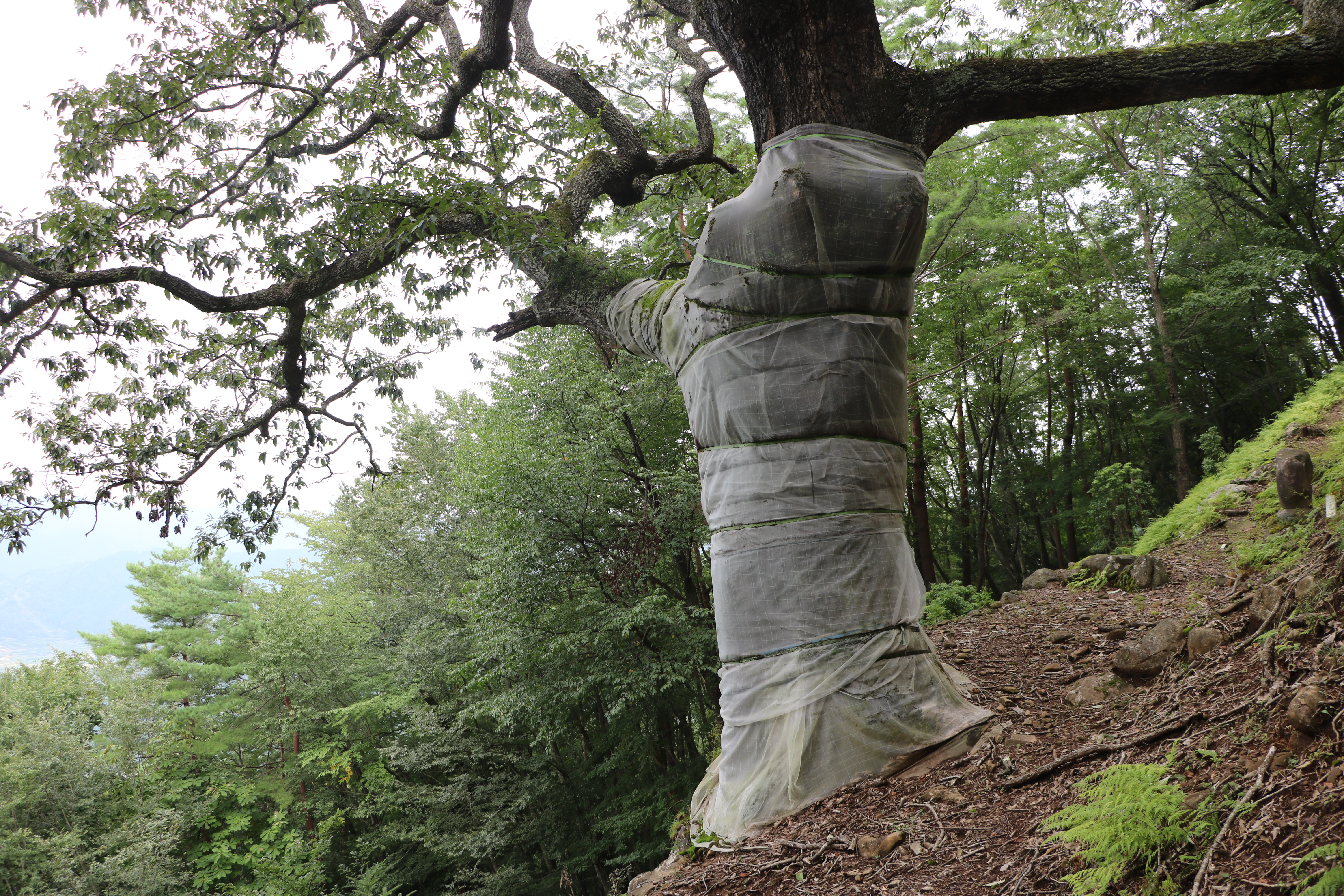
カシノナガキクイムシ侵入防御のビニールが巻かれている。2018年9月7日撮影。

口大屋の大アベマキのある口大屋地区は、兵庫県北部を流れる円山川支流の大屋川沿いに位置しており、大アベマキは旧口大屋小学校南方の山腹、標高約450メートル付近の急斜面に生育している。この地は明延鉱山で栄えた旧大屋町の入り口付近に当たり、同じく国の天然記念物の樽見の大ザクラも隣接した場所に生育しており、大ザクラから南西方向へ約700メートル、急坂を登った場所に大アベマキがある。
口大屋の大アベマキは、高さ約15メートル、幹囲約4.7メートル、根回り7メートル、四方向に広がる枝は15メートルから20メートルに達しており、樹齢は約400年といわれている。アベマキのアベとは方言であばたの意味、マキは真木または薪の意味で、当地の人々から「大クヌギ」と呼ばれ、神の宿る霊木として崇められている。
江戸時代の口大屋地区付近は生野銀山を管理する幕府代官所の領地と、東側に位置する出石藩との領地争いが絶えず、口大屋の大アベマキと樽見の大ザクラはともに双方の境界を定める目印であったといわれ、いざという時のため大アベマキの根元に鉈や鎌を刺して見張っていたという。落雷によって大枝が裂け落ちた昭和の中頃まで大アベマキの根元にはこれらの傷跡が残されていたという。
2000年代に入り但馬一帯の山々でコナラ属やクリ属の樹木が多数枯れはじめた。原因は広葉樹に被害を与えるカシノナガキクイムシという害虫によるもので、この虫は幹に掘った穴の内壁に繁殖した菌類を食べて生活をする。この菌類の菌糸が樹木内で繁殖するため樹木は衰弱してしまう。口大屋の大アベマキも根元の約40か所にカシノナガキクイムシが穴を開け産卵していることが確認され、幹の表面は黒ずんで、根元の周囲には害虫が開けた穴から落ちたおがくずが溜まり枯死寸前になった。
京都府立大学の専門家や兵庫県樹木医会が中心となり2008年（平成20年）より現状調査や枯死防止の対策が始められた。樹木医はカシノナガキクイムシをブロックするための薬剤の塗布や、ナイロンを主幹に巻いて虫の侵入を防御したが、これらの素材は樹木腐朽の危険性が高まる可能性があるため、0.4mmメッシュ状の防虫ネットに置き換え通気性を確保し、大アベマキの枯死は回避された。
その後もビニールを主幹下部へ巻き付けて害虫の侵入を防御し、樹木の中にある菌糸に対し殺菌剤を注入して殺菌し、害虫や卵の駆除などが行われている。

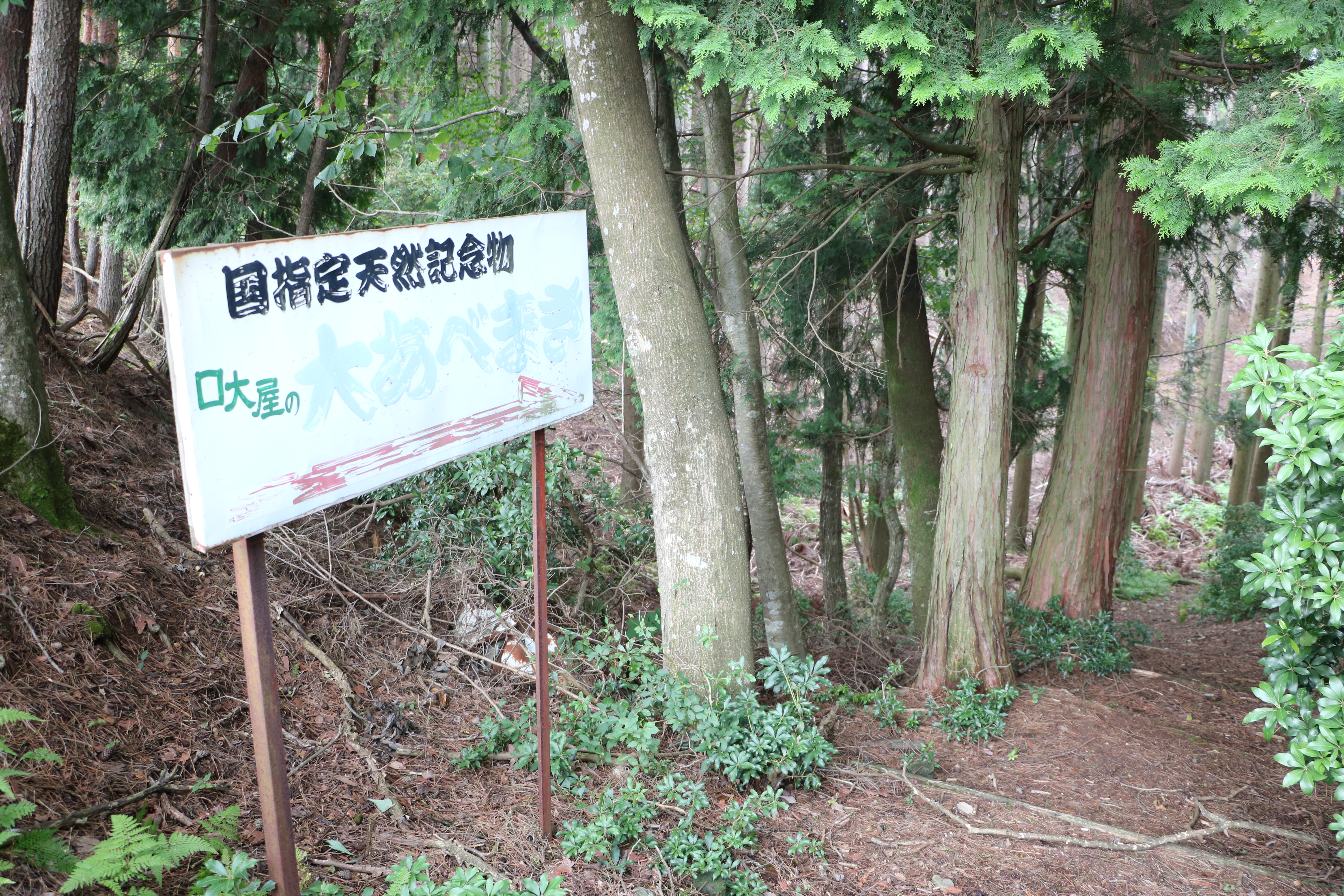
入口の案内看板。
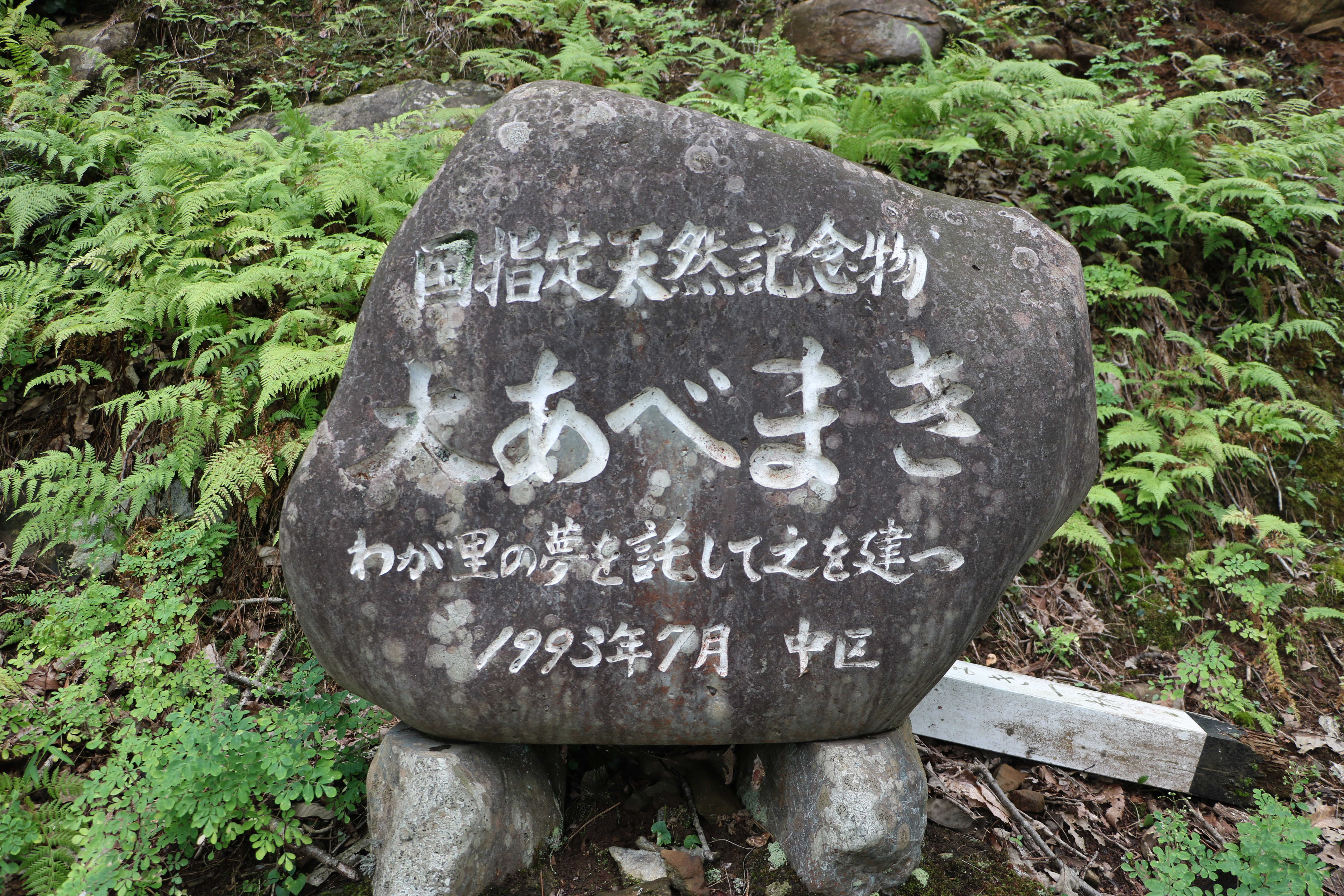
地元の中区有志により作られた石碑。
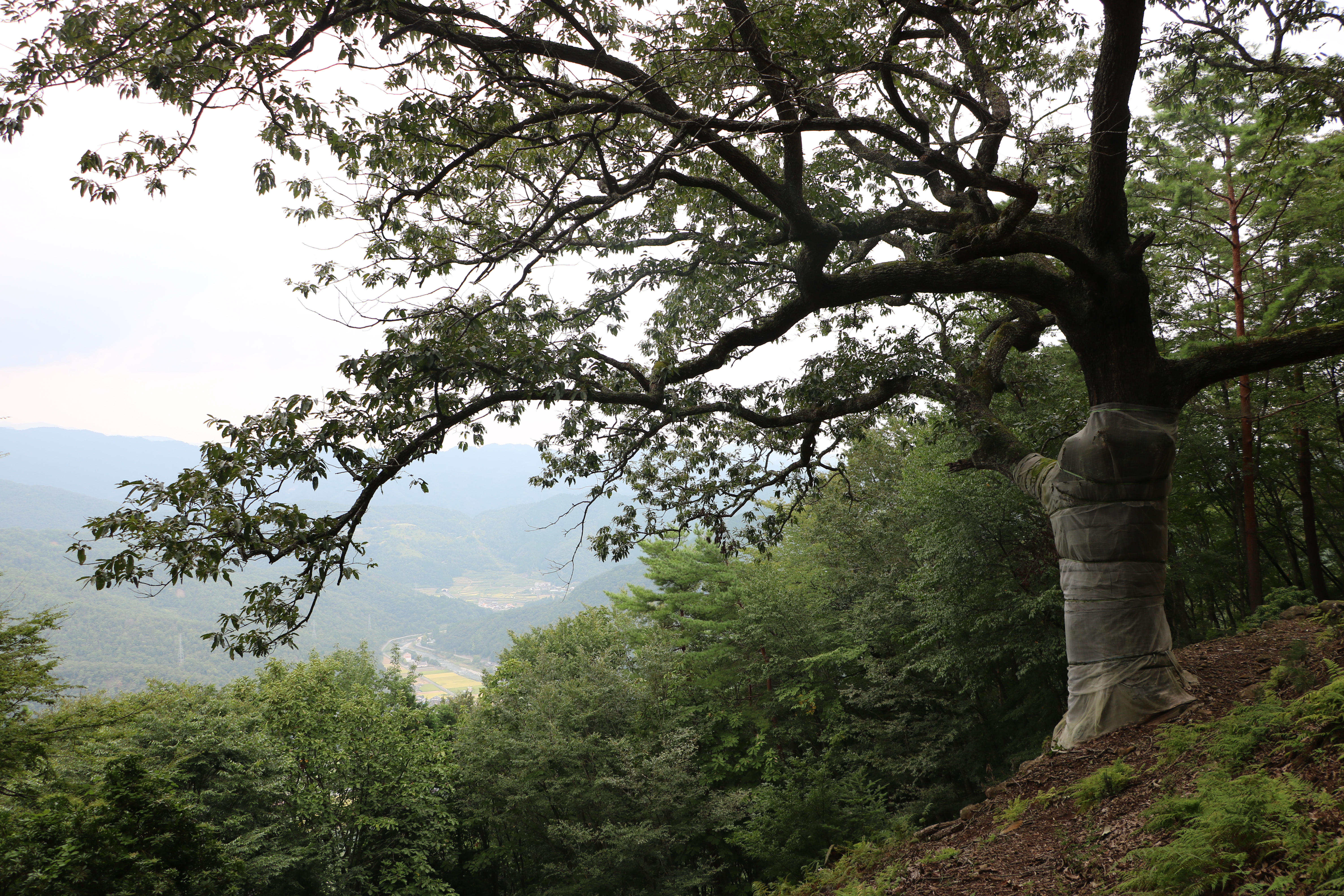
画像左下方に大屋川沿いの口大屋地区を見下ろす。

## 交通アクセス
所在地
- 兵庫県養父市大屋町中字法仙地471-1[4][9]。

交通
- JR山陰本線八鹿駅より全但バス大屋方面行き　中村バス停下車徒歩約35分[9]。